# Thules Missilforsvar
Thules Missilforsvar bestod under den kolde krig af fire steder omkring Thule Air Base, A, B, C og D-Launch og A, B, C og D-Control. De skulle beskytte især Ballistic Missile Early Warning System, (BMEWS), (også kaldet missilskjold), mod fjendtligt bombeflyangreb. De 4 steder var hver forsynet med 3 siloer med 2 stk. Nike Hercules raketter styret fra P-Mountain. Der var i alt 24 raketter klar, klar til at affyre efter den anden. Efter forlydende, var der 48 W31 atomare sprænghoveder på Thule Air Base. De var på 2, 20 eller 40 kiloton.
De 4 steder omkring Thule Air Base blev lukket i 1960erne.

## Ekstern henvisning
- D-Launch Arkiveret 5. marts 2016 hos  Wayback Machine
- Snakepit, Raketbatteri D-Launch Arkiveret 4. marts 2016 hos  Wayback Machine
- Frostbox, D-Launch Arkiveret 4. marts 2016 hos  Wayback Machine
- Nike missiles Sites at Thule Air Base Greenland Arkiveret 8. maj 2015 hos  Wayback Machine

|  | Denne artikel kan blive bedre, hvis der indsættes geografiske koordinater Denne artikel omhandler et emne, som har en geografisk lokation. Du kan hjælpe ved at indsætte koordinater i wikidata. |